# أخيضر يوكاتاني
أخيضر يوكاتاني (الاسم العلمي:Vireo magister) (بالإنجليزية: Yucatan Vireo) هو نوع من الطيور يتبع جنس الأخيضر من الفصيلة الأخيضرية.

## الوصف
يرتبط ارتباطًا وثيقًا بطائر الخضيري أحمر العينين، إلا أن ريشه يبدو باهتا أكثر بشكل عام. يبلغ طوله ما بين 14.5 إلى 15.5 سم. يتميز بمنقار قوي ومعقوف رمادي اللون، يكون أفتح عند القاعدة. يظهر حاجب أبيض عريض يبرز بجانب قمة الرأس الرمادية الباهتة، ويمر شريط داكن عريض عبر العين البنية. الأجزاء العلوية للطائر ذات لون زيتوني رمادي باهت، بينما الحلق والأجزاء السفلية بيضاء اللون. الأجنحة والذيل داكنان مع حواف زيتونية خضراء، أما الساقان والقدمان فتميلان إلى اللون الأزرق الرمادي.
يعيش فيريو يوكاتان في موائل طبيعية تشمل الغابات الجافة شبه الاستوائية أو الاستوائية، وغابات المانغروف شبه الاستوائية أو الاستوائية، وكذلك في مناطق الغابات المتدهورة بشدة.
ينتشر هذا النوع في بليز، هندوراس، المكسيك، إضافة إلى جزيرة كايمان الكبرى. كما تم تسجيل وجوده مرة واحدة فقط في الولايات المتحدة، وذلك في منطقة "هاي آيلاند" بولاية تكساس عام 1984.
تم التعرف على أربع نويعات (سلالات فرعية) من هذا النوع، ويعكس هذا العدد الكبير توزيع الطائر بين جزر متباعدة وشريط صغير من اليابسة:
- Vireo magister magister: النويع النمطي، يوجد في جنوب شرق المكسيك وبليز.
- Vireo magister decoloratus: يوجد في الجزر الواقعة قبالة شمال ووسط بليز.
- Vireo magister stilesi: يوجد في الجزر الواقعة قبالة جنوب بليز وشمال هندوراس.
- Vireo magister caymanensis: يوجد في جزيرة كايمان الكبرى.